# A varázslatos iskolabusz
A varázslatos iskolabusz (eredeti címén The Magic School Bus) kanadai-amerikai televíziós rajzfilmsorozat, amely  Joanna Cole és  Bruce Degen (közösen írt) könyve alapján készült. Magyarországon egyedül a Minimax sugározta, 4 évad készült a sorozatból, ami összesen 52 epizódot jelent. Eredetileg amerikai PBS csatorna PBS Kids csatornáján kezdték el vetíteni 1994-ben, majd 1997-ben véget ért a sorozat. 2010-től ismét lehetett látni az USA-beli országszerte fogható NBC műsorkínálatában, szombat reggelenként. 2003 és 2008 között lehetett látni a Discovery-csoporthoz tartozó TLC-n is.
Érdekesség, hogy az epizódok végén a producerek jeleneteit az egyes kereskedelmi csatornákon kivágták, hogy helyettük reklámokat adjanak, így ezek a jelenetek csak a VHS- és DVD-kiadásokban, valamint a külföldi és nem kereskedelmi sugárzásokban voltak láthatók.
A műsor eredeti főcímdalát, melynek címe "Ride on the Magic School Bus", (azaz "Utazás a varázslatos iskolabuszon") az amerikai Little Richard szerezte, ennek zenéjét Peter Lurye komponálta.

## Történet
A sorozatban a főszereplő, "Ms. Valerie Frizzle" – a magyar fordításban Miss Mitzi – osztályát a varázslatos iskolabusza segítségével viszi el minden nap tanulmányi kirándulásra, melyek során fantasztikus közelségről ismerhetik meg a gyerekek a sütést és az emberi testet belülről, vagy a természet legapróbb állatainak életét, és részei lehetnek mindezeknek.

## Szereplők

### Főszereplők
- Lizzy, a gyík
- Miss Mitzi (Magyar hangja: Zsurzs Kati)
- Arnold (Magyar hangja: Seszták Szabolcs)
- Carlos (Magyar hangja: Molnár Levente)
- Dorothy Ann (Magyar hangja: Simonyi Piroska)
- Keesha (Magyar hangja: Molnár Ilona)
- Tim (Magyar hangja: Hamvas Dániel, Csőre Gábor)
- Phoebe (Magyar hangja: Bálint Sugárka)
- Ralph (Magyar hangja: Simonyi Balázs) (A sorozatban csak a becenevén, Ralphie-ként szólítják)
- Wanda (Magyar hangja: Mics Ildikó)

### Mellékszereplők
- Janet (Arnold unokanővére és iskolatársa) (Magyar hangja: Csondor Kata)
- A "Varázslatos iskolabusz" producerei. (Magyar hangjuk: Holl Nándor, Németh Kriszta)

- További magyar hangok: Csík Csaba Krisztián, Beratin Gábor, Bodrogi Attila, Németh Kriszta, Oláh Orsolya, Orosz István, Pálfai Péter, Rosta Sándor, Szokol Péter, Vizy György

- főcímdal: Gesztesi Károly
- felolvasó: Kovács M. István

## Epizódok

### 1. évad (Youtube feltöltés szerint)
- 1. Az űrutazás
- 2. Ki kit fal föl?
- 3. Baseballozzunk
- 4. Vigyázz, kész, rajt!
- 5. Békaügetésben
- 6. A bomlasztó brigád
- 7. Minden kiszárad
- 8. A kísértetház
- 9. Amit megeszünk
- 10. Egyenes adás Ralfieból
- 11. Magocskák nőjetek!
- 12. Hangyalesen
- 13. Kavarjunk vihart

### 2. évad
- 14. Ha hajlít, akkor izom
- 15. Pipál a hegy
- 16. A pillangó és a lápbogár
- 17. A Buszonaurusz
- 18. Vízország
- 19. Pácban
- 20. Denevéres történet
- 21. Gázt neki!
- 22. Irány a lég!
- 23. Légy energikus!
- 24. A Földön kívül
- 25. Hidegvérrel
- 26. Egyszer fent, egyszer lent

### 3. évad
- 27. A Kaptárban
- 28. Az Északi sarkon
- 29. Szőjünk hálót!
- 30. Az építkezésen
- 31. Fényes ötlet
- 32. Mutatom és mondd!
- 33. Csináljunk szivárványt!
- 34. Árral szemben
- 35. Húzz bele!
- 36. Ültessünk csodapaszulyt!
- 37. Ünnepi kiadás
- 38. Az esőerdőben
- 39. Kő kövön nem marad

### 4. évad
- 40. Molly Cule
- 41. A tyúk és a tojás
- 42. A kagylós tengerpart
- 43. Irány a levegő!
- 44. Ingoványos talajon
- 45. Sejtünk
- 46. Válasszunk magunknak csillagot!
- 47. Súlyvesztés
- 48. Szimatoljunk!
- 49. Töltődjünk fel!
- 50. Bukjunk le!
- 51. A városban
- 52. Programozzunk!

## Fordítás
- Ez a szócikk részben vagy egészben  a   The Magic School Bus (TV series) című angol Wikipédia-szócikk fordításán alapul.  Az eredeti cikk szerkesztőit annak laptörténete sorolja fel. Ez a jelzés csupán a megfogalmazás eredetét és a szerzői jogokat jelzi, nem szolgál a cikkben szereplő információk forrásmegjelöléseként.

Az epizódok listája szintén az angol szócikkel megegyező, a magyar címek pedig a sorozatban elhangzott változatok.